# پیراشکی
پیراشکی (به روسی: пирожки (pirozhki))، یکی از غذاهای ملی روسیه است، که نامی عمومی هم برای غذاهای پخته یا سرخ‌شده‌ای است که با مواد متنوعی پر شده‌اند نیز گفته می‌شود. این مواد متنوع می‌تواند از انواع مواد پیتزا تا حتی پنیر صبحانه نیز باشد. این واژه در اصل اسلاوی است.
پیراشکی یک غذای خیابانی محبوب بوده ودر کشورهای دیگر نیز از محبوب خاصی برخوردارند.
پیراشکی‌ها یا سرخ می‌شوند یا در فر پخته می‌شوند. آنها در انواع شیرین یا نمکی عرضه می‌شوند. مواد پرکننده رایج شامل گوشت چرخ‌کرده، پوره سیب‌زمینی، قارچ، تخم‌مرغ آب‌پز با پیازچه یا کلم است. مواد شیرین برای پر کردن این شیرینی، میوه (سیب، گیلاس، زردآلو، لیمو)، مربا یا تووروگ هستند. روی پیراشکی را می‌توان با زرده تخم مرغ پوشش داد تا بعد از پخت طلایی و خوش رنگ شود.
پیراشکی را می‌توان از انواع خمیرها - خمیر مخمر، خمیر بدون مخمر یا خمیر ورقه‌ای - بسته به اینکه کدام یک برای مواد داخل آن مناسب‌تر است، تهیه کرد.

## پیراشکی در مناطق مختلف

### قاره آمریکا

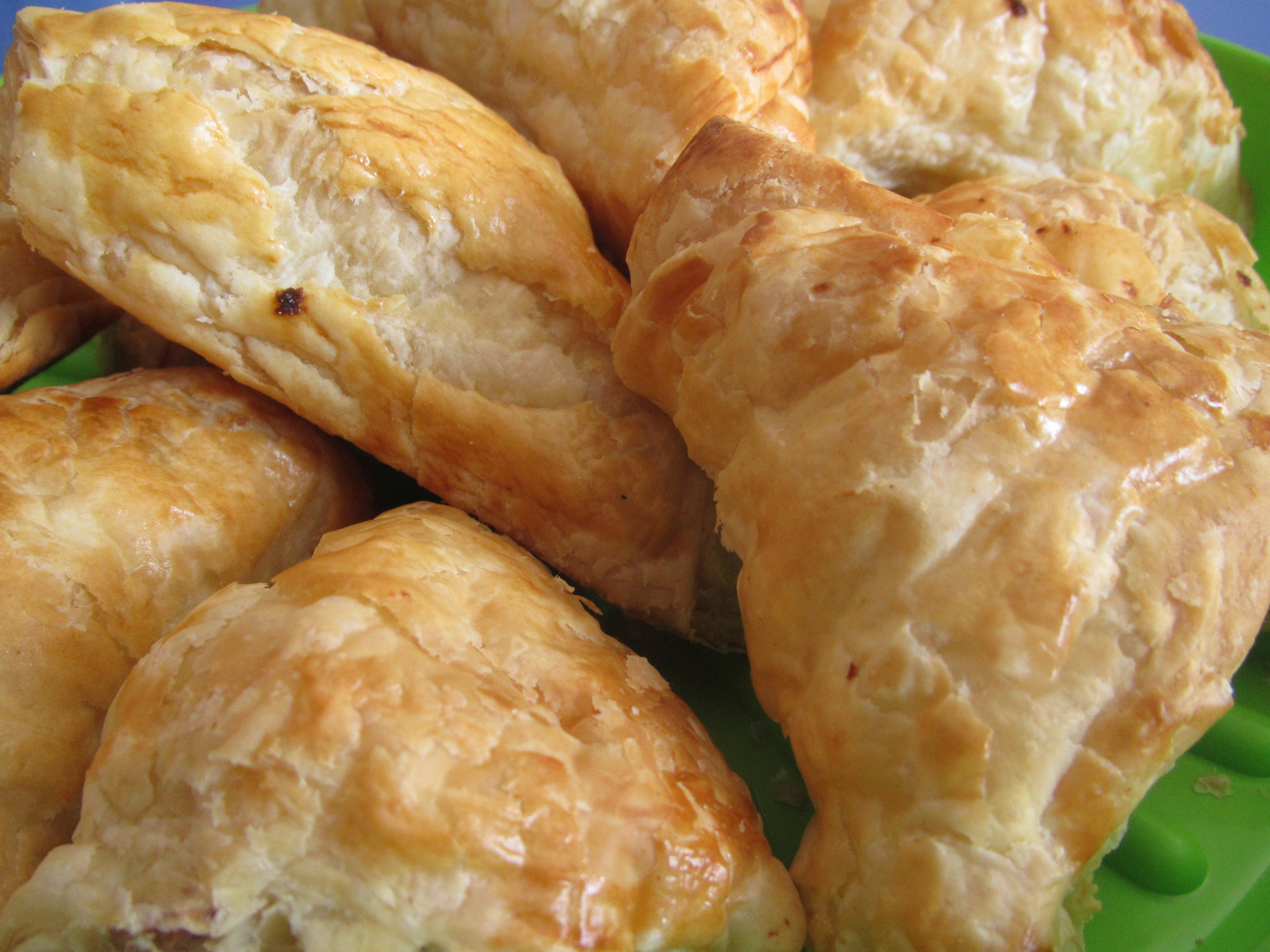
پیراشکی با خمیر پفکی

انواع پیراشکی توسط آلمانی‌های ولگا به قاره آمریکا آورده شد. این شیرینی که امروزه با نام‌های بیراک، پیروک یا رونزا شناخته می‌شود، به چندین غذای منطقه‌ای در ایالات متحده، کانادا و آرژانتین تعلق دارد. جمعیت کثیری از روس‌های مهاجر که در نتیجه انقلاب روسیه، جنگ داخلی روسیه و (مدت‌ها بعد) فروپاشی اتحاد جماهیر شوروی به قاره آمریکا آمدند، نسخه‌های کلاسیک‌تر روسی از پیراشکی را با خود به ارمغان آوردند.

### بالکان
پیراشکی در آشپزی یونانی در بخش‌هایی از یونان، به ویژه در یونان شمالی، که توسط یونانی تباران پنطوسی آورده شده است، در بیشتر شهرهای بزرگ فروخته می‌شود. به عنوان نوعی فست فود در مغازه‌های مخصوص به نام مغازه‌های پیراشکی که منحصراً پیراشکی می‌فروشند، محبوب است. پیراشکی یونانی با مواد مختلفی سرخ می‌شود، مانند پنیر فتای یونانی یا پنیر کاسری یونانی یا گوشت چرخ‌کرده یا پوره سیب‌زمینی یا مخلوط پنیر فتا و ژامبون یا مواد دیگر.

### قفقاز جنوبی
نوع روسی پیراشکی یک غذای فوری رایج در ارمنستان و آذربایجان است. در ارمنستان اغلب حاوی سیب‌زمینی یا گوشت طعم‌دار است. در آذربایجان معمولاً با مربا، پوره سیب‌زمینی یا گوشت چرخ‌کرده درست می‌شود.

### فنلاند
نسخه فنلاندی آن یک غذای خیابانی محبوب است که با خمیر دونات، گوشت چرخ کرده و برنج تهیه می‌شود.

### ایران

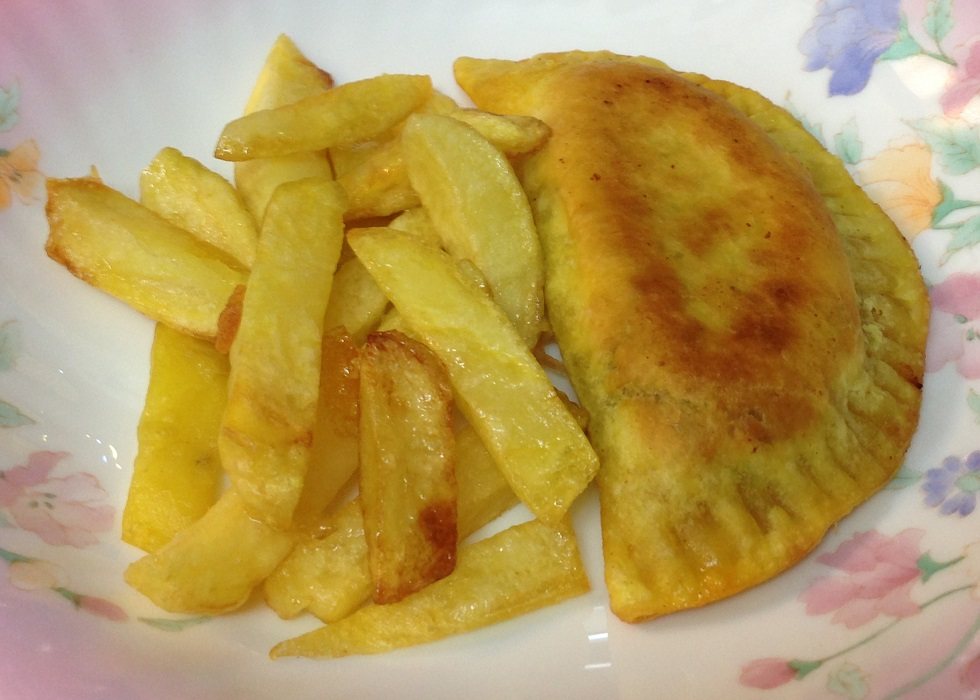
پیراشکی و چیپس خانگی ایرانی

در ایران جزو شیرینی‌جات محسوب می‌شود اما به عنوان میان‌وعده یا غذای خیابانی نیز مصرف می‌شود. داخل آن را با سیب زمینی پخته و گوشت چرخ کرده و قارچ پر می‌کنند.

### ژاپن
این غذا توسط پناهندگان مهاجر سفید که پس از انقلاب اکتبر۱۹۱۷ به ژاپن پناه آوردند، به این کشور معرفی شد. از موادی مانند گوشت چرخ‌کرده، تخم‌مرغ آب‌پز، رشته‌فرنگی و پیازچه استفاده می‌کنند و معمولاً قبل از سرخ کردن، با آرد سوخاری پوشانده می‌شوند. یکی دیگر از انواع محبوب آن، کاری-پان است که با ادویه کاری ژاپنی پر می‌شود و کاملاً شبیه به کاره-پان است که گفته می‌شود خود آن هم از پیراشکی الهام گرفته شده است.

## نگارخانه

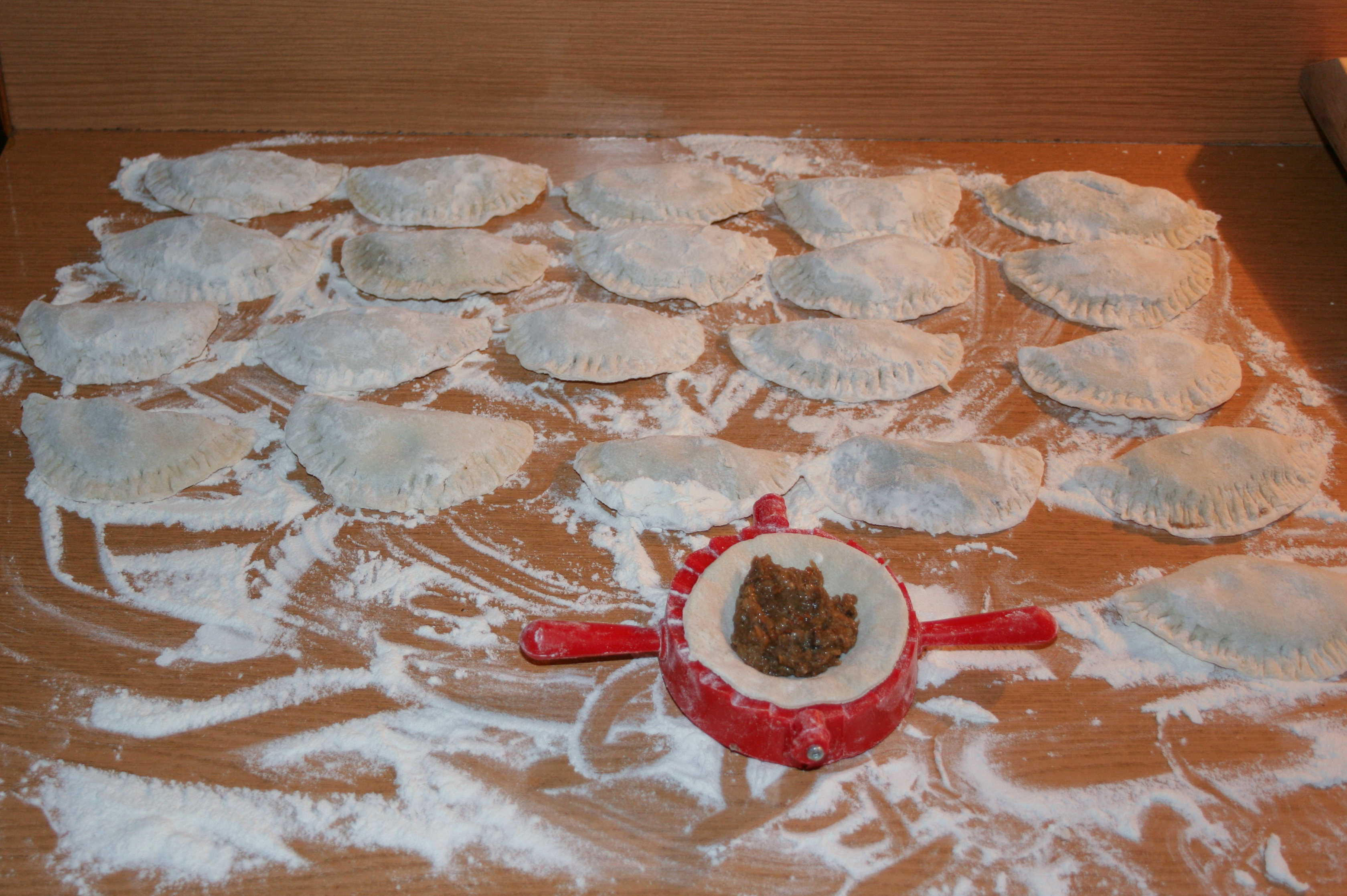
پیراشکی قبل پخت
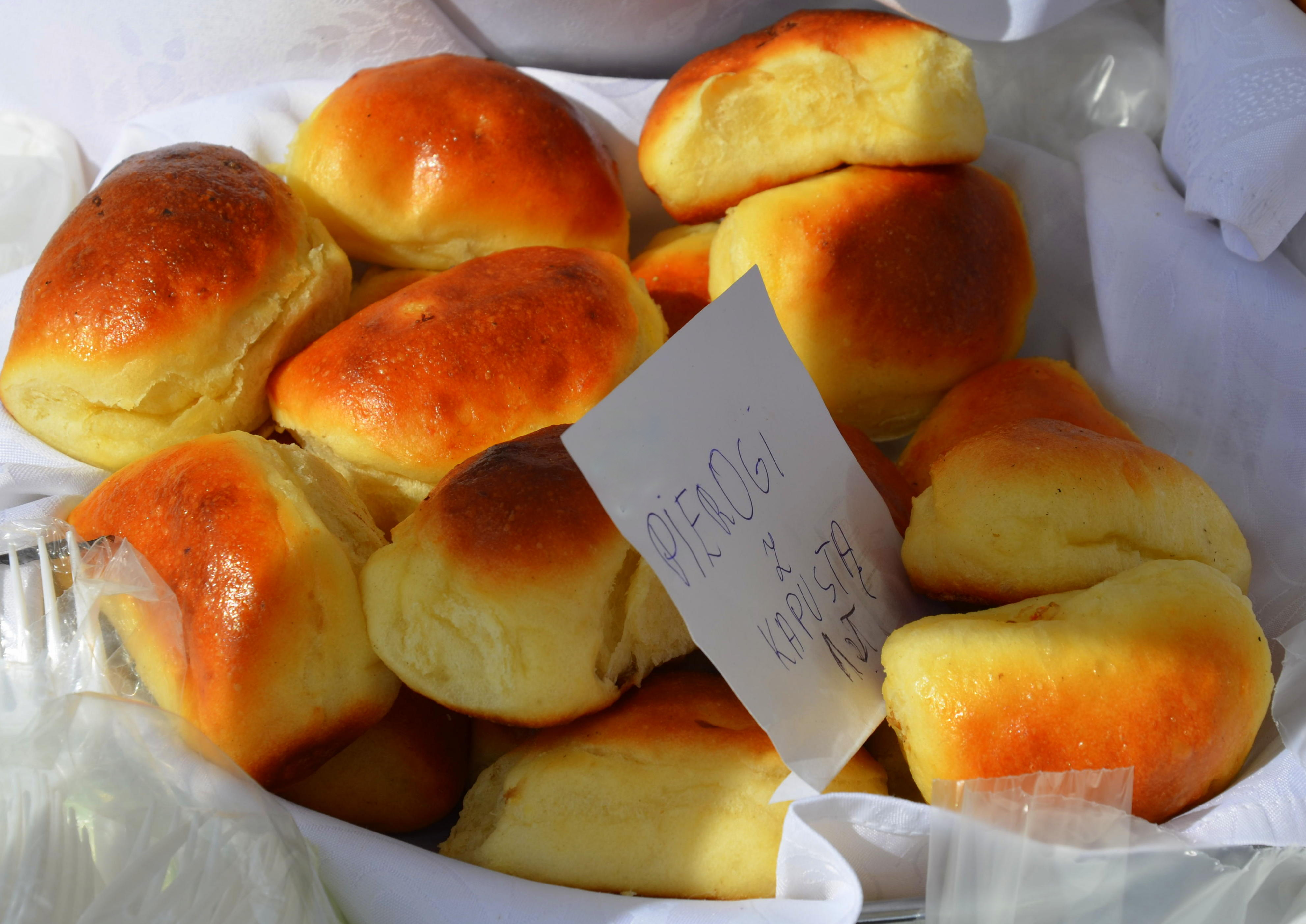
فروش پیراشکی گوشت
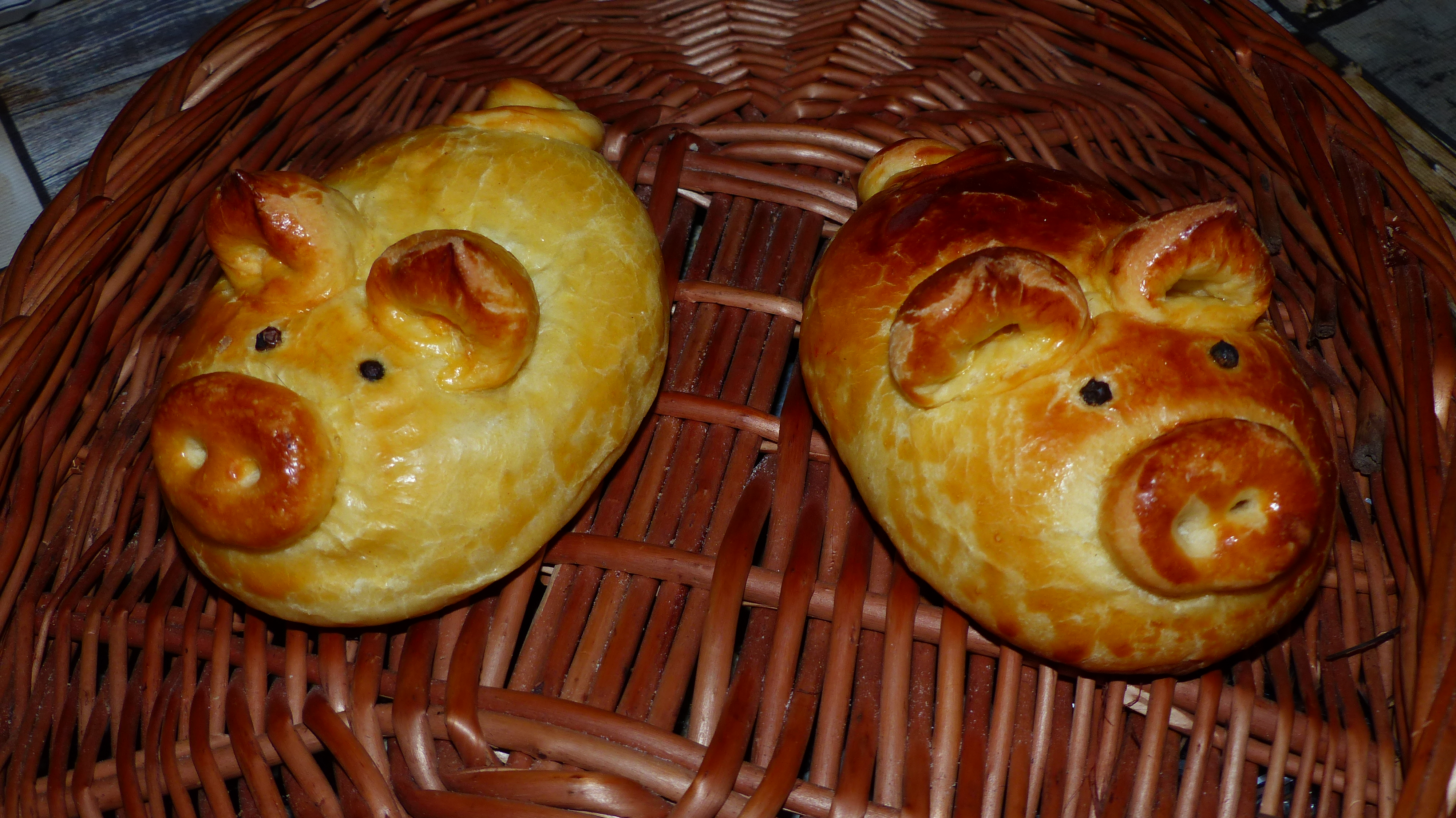
پیراشکی طرح دار
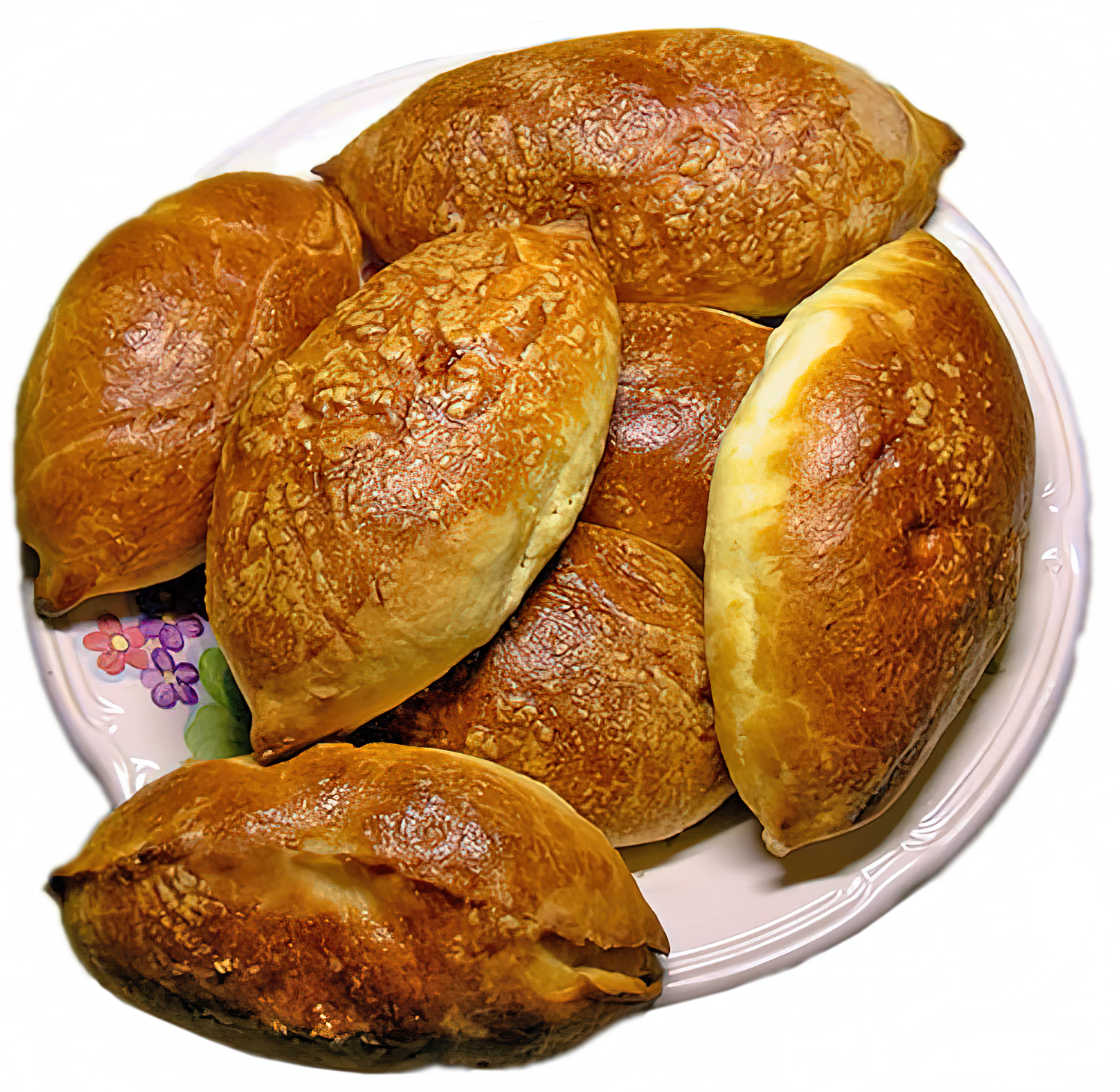
پیراشکی خانگی
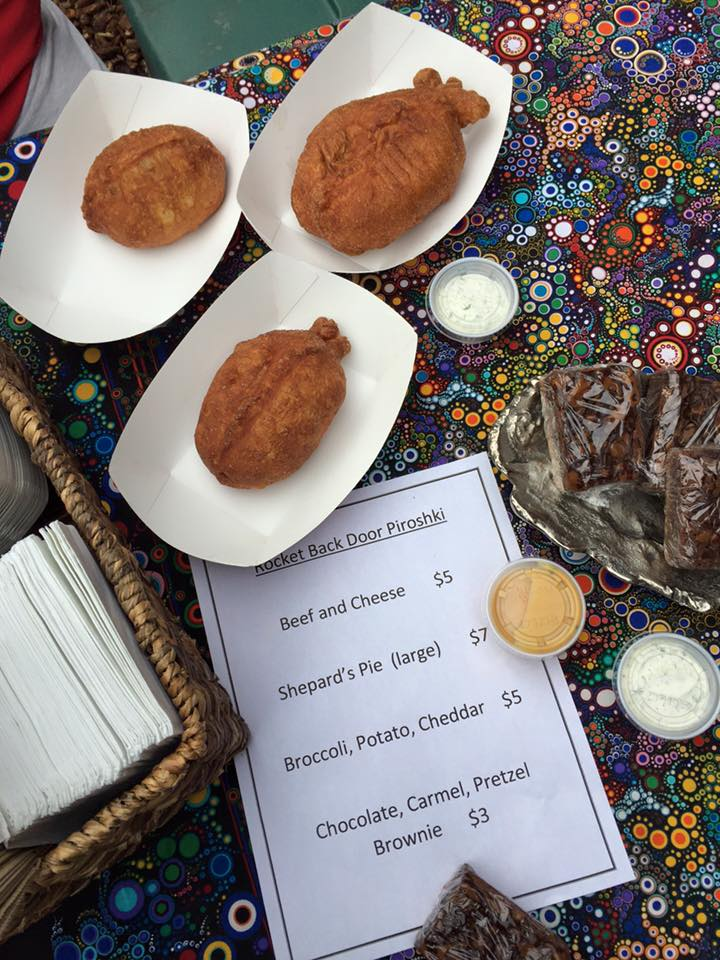
فروش انواع پیراشکی
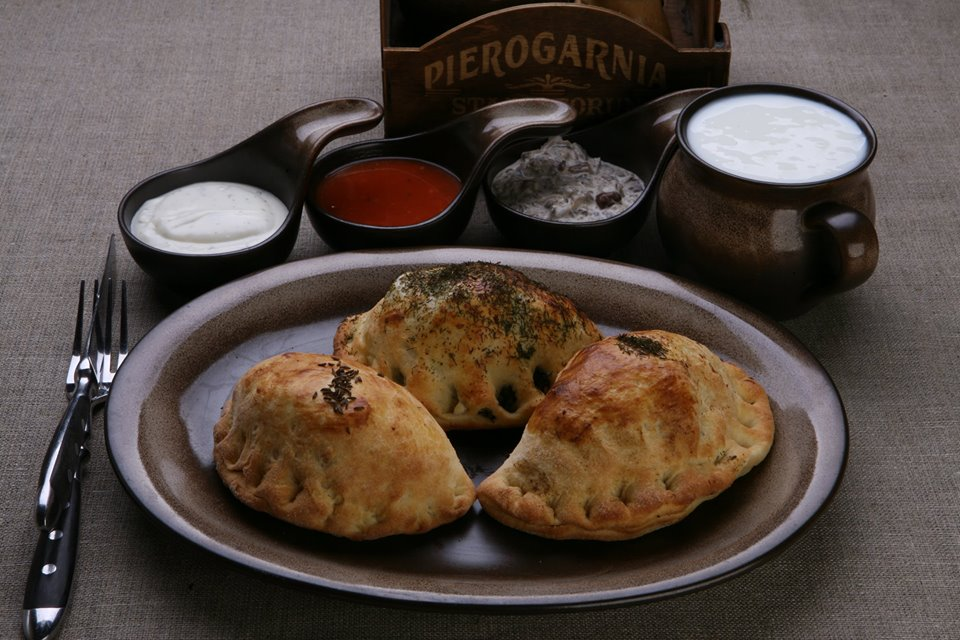
پیراشکی با سس